# Koßdorf

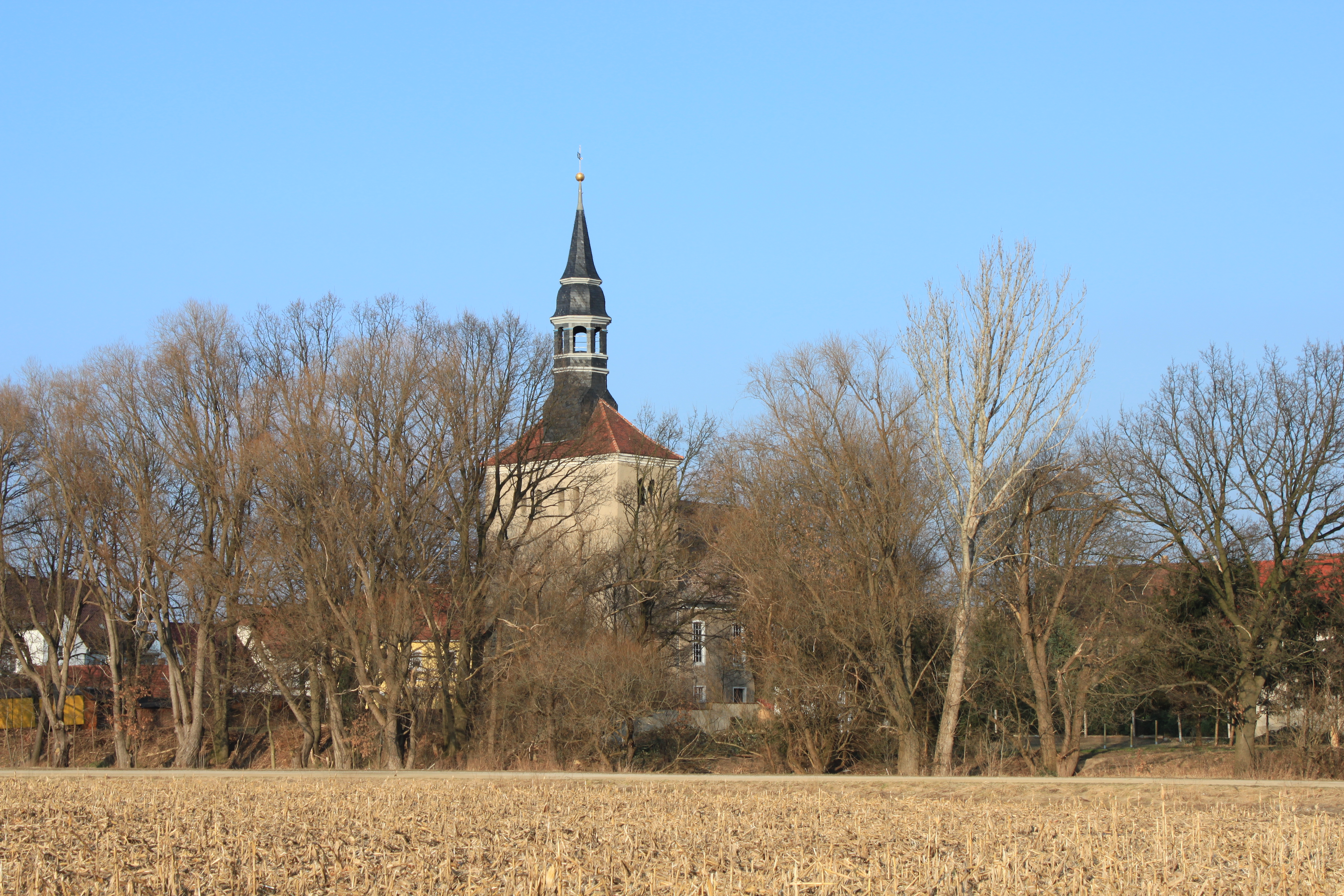
Ansicht mit Kirchturm (2011)

Koßdorf ist ein Ortsteil der amtsfreien Stadt Mühlberg im brandenburgischen Landkreis Elbe-Elster und liegt etwa 8 Kilometer nördlich der Kernstadt. Koßdorf hatte am 31. Dezember 2011 709 Einwohner.

## Ortsgliederung

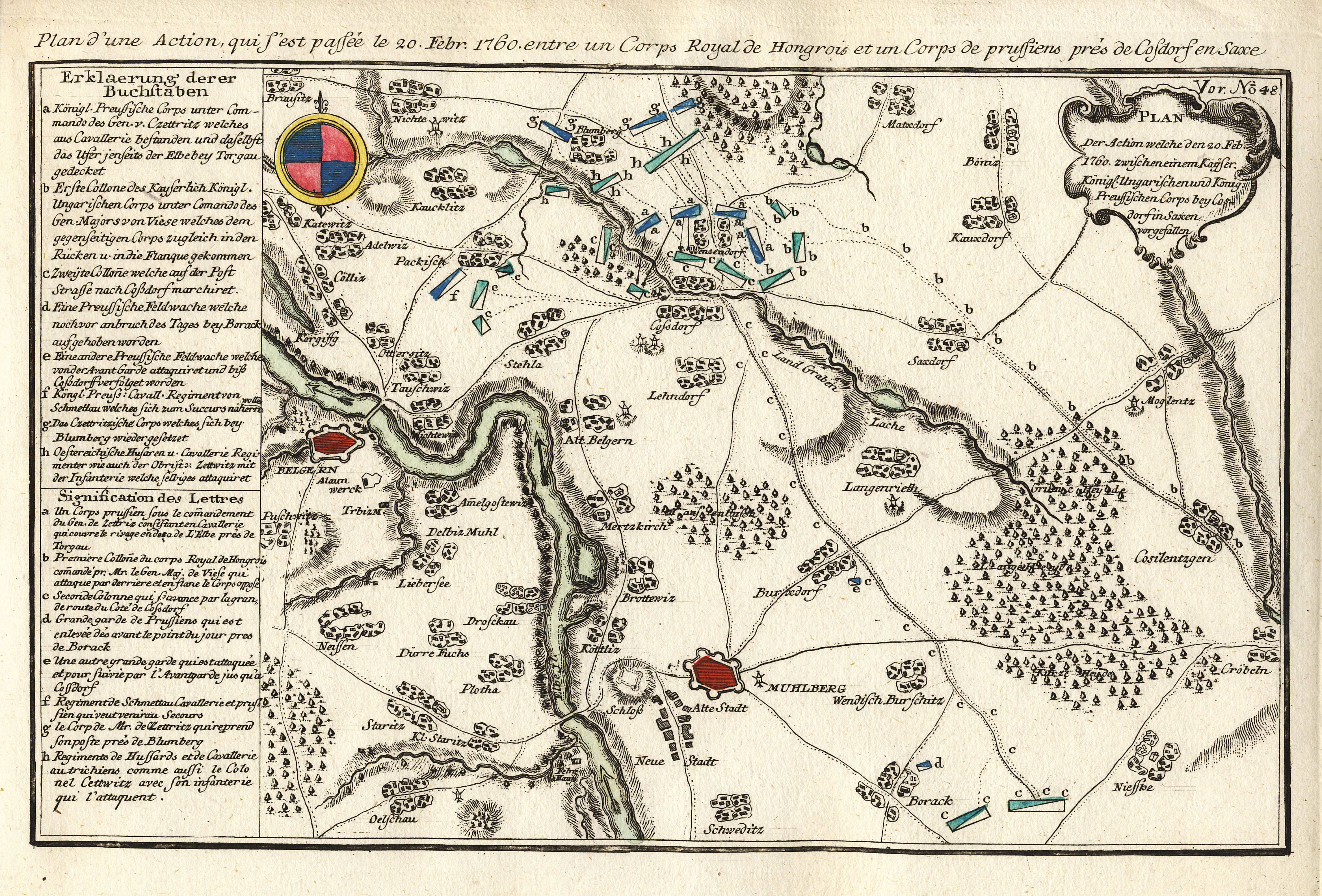
Am 20. Februar 1760 traf das preußische 4. Kürassier-Regiment auf österreichische Truppen bei Koßdorf

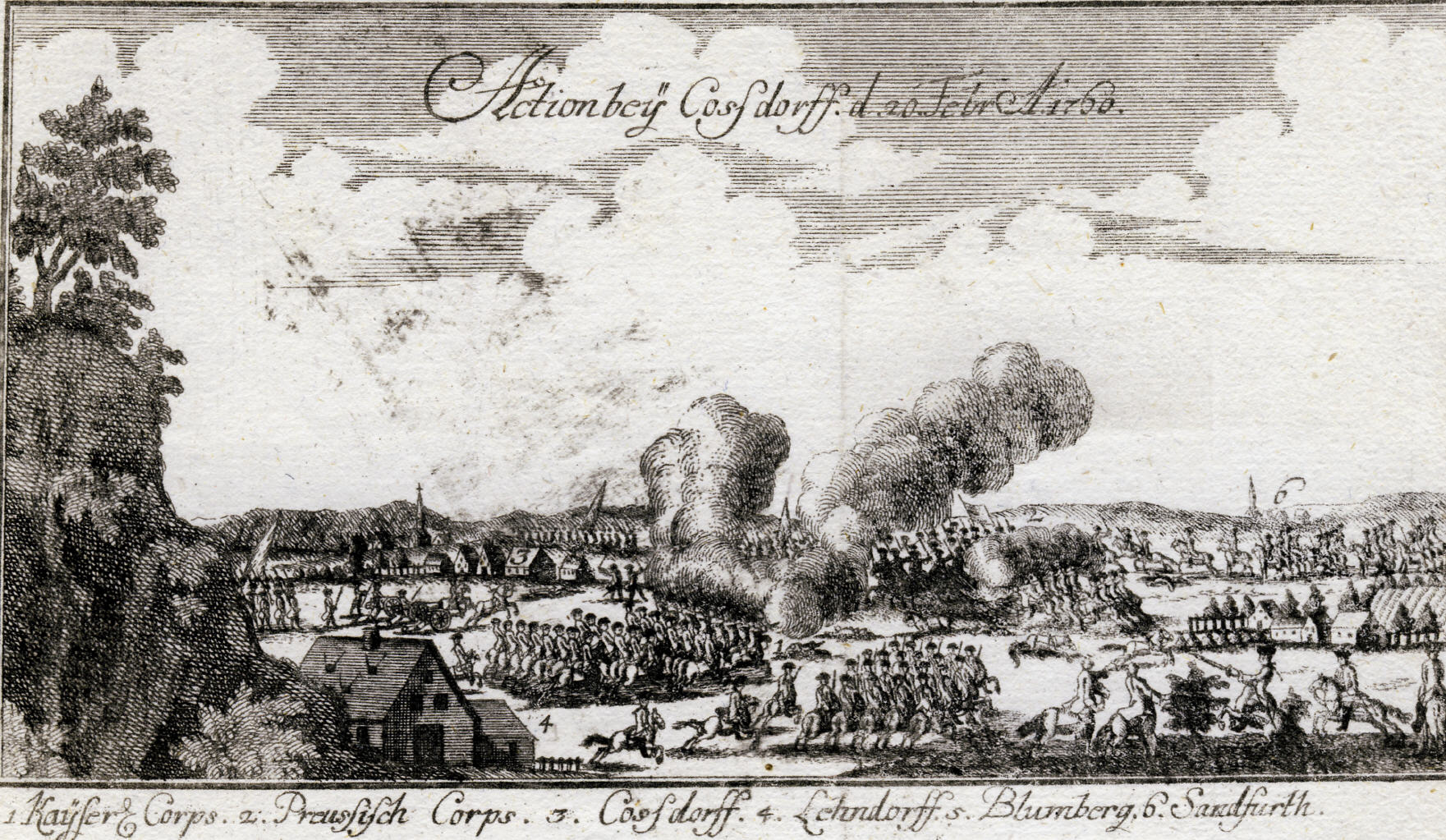
Bild von der Schlacht am 20. Februar 1760

Koßdorf, Lehndorf und Wenzendorf auf einer geschichtlichen Karte des Kreises Liebenwerda (1910).

Koßdorf besteht aus den 1937 eingemeindeten, und bis dahin selbstständigen Gemeinden Koßdorf, Lehndorf und Wenzendorf. Der Gemeindeteil Lönnewitz wurde 1950 eingemeindet.

## Geschichte
Koßdorf wurde 1234 erstmals als Costensdorp erwähnt. Der Name kommt vermutlich vom slawischen kost (Knochen).
1234 besitzt das Kloster Dobrilugk 3½ Hufen in Koßdorf. 1251 wird Costinsdorph Filial von Altbelgern. 1272 gibt Heinrich der Erlauchte 4 Hufen, welche Otto von Cozebude als Lehn hatte, der Frau desselben als Leibgedinge. Markgraf Diezmann bestimmt 1289, dass Übeltäter, welche in Blumberg ergriffen werden an den Galgen in Koßdorf gehängt werden sollen.
1443 erhält Hincko Birke von der Duba die Herrschaft Mühlberg und somit auch Koßdorf. Hans Birke von der Duba verschreibt 1482 seiner Frau Koßdorf als Leibgedinge. Vermutlich wurde dann mit dem Tod der Frau Birke von der Duba der Ort Amtsdorf des kursächsischen Amtes Mühlberg. Das Kloster Marienstern besaß offenbar einige Güter in Koßdorf, da in dem Erbbuch von 1550 16 Männer und der Pfarrer Erbzinsen von Erbfeldern an das Stift zahlten. 1637 wurde Koßdorf von schwedischen Truppen stark verwüstet. 1550 gab es 17 Hufen in Koßdorf.
Während des Siebenjährigen Krieges kam es am 20. Februar 1760 bei Koßdorf zu einem Gefecht zwischen preußischen (von Zetteritz) und österreichischen (von Beck) Truppen.
1816 gab es in Koßdorf 221 Einwohner, um 1910 waren es 340 Einwohner.
1912 wurde eine Holländerwindmühle errichtet. 1980 wurde sie unter Denkmalschutz gestellt und ist weiterhin in Betrieb, heute allerdings elektrisch.
Da die Orte Wenzendorf, Lehndorf und Koßdorf dicht beieinander lagen, bildeten sie schon immer eine Schul- und Kirchgemeinde. Am 1. Juli 1950 wurde Lönnewitz eingemeindet.
Zum 31. August 2001 schloss sich Koßdorf mit Altenau, Brottewitz, Fichtenberg, Martinskirchen und Mühlberg/Elbe zur neuen Stadt Mühlberg/Elbe zusammen und ist seither ein Ortsteil der amtsfreien Stadt Mühlberg/Elbe.

### Politische Zugehörigkeit
Seit dem 15. Jahrhundert gehörte der Ort Koßdorf zum kursächsischem Amt Mühlberg, seit 1816 zum preußischen Kreis Liebenwerda, 1952 zum Kreis Bad Liebenwerda (1990 umbenannt in Landkreis Bad Liebenwerda) und seit 1993 zum Landkreis Elbe-Elster.

## Sehenswürdigkeiten
- In der Liste der Baudenkmale in Mühlberg/Elbe sind für Koßdorf zwei Baudenkmale aufgeführt:

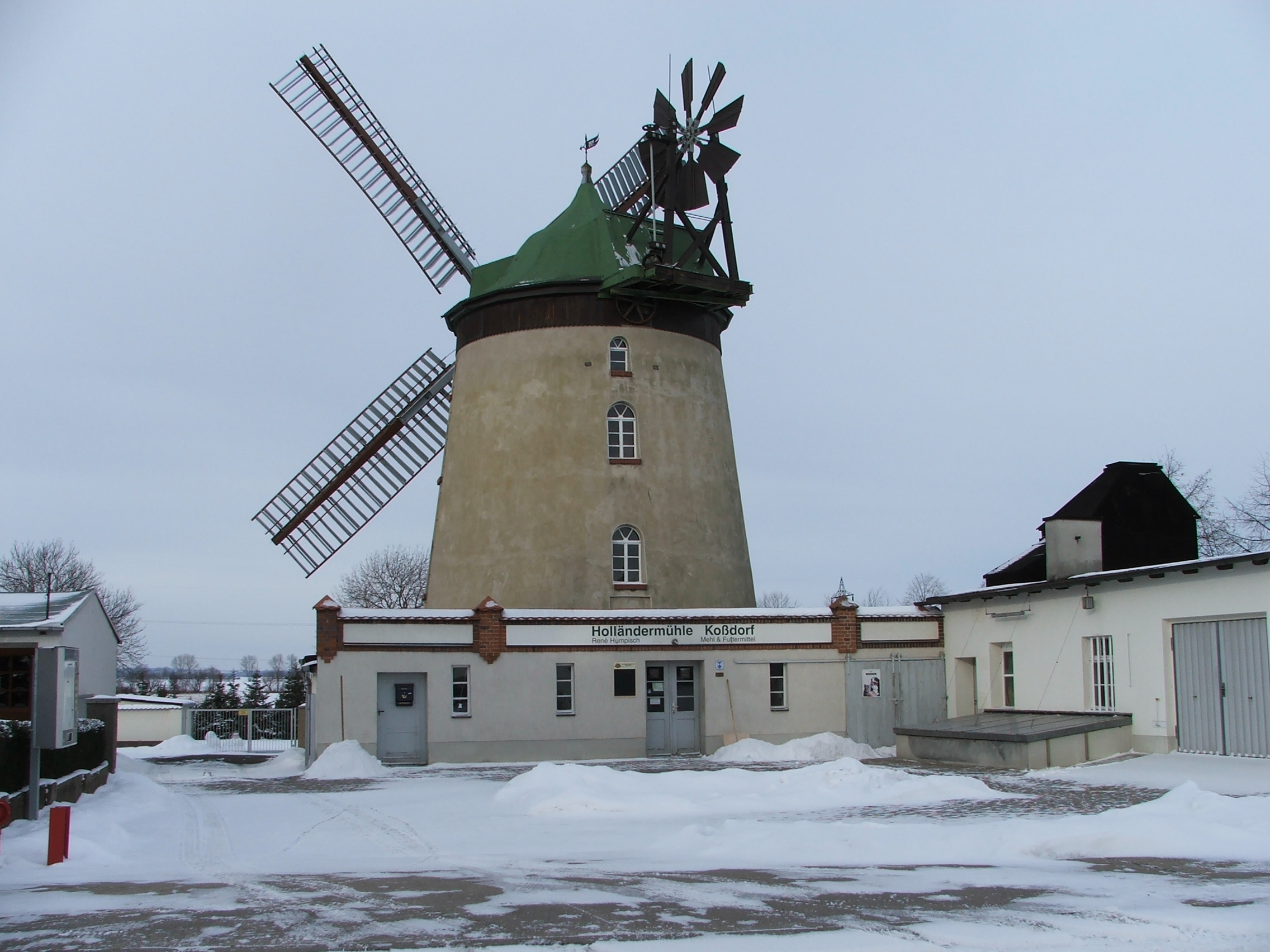
Die Holländermühle im Februar 2004

### Holländerwindmühle
Die unter Denkmalschutz stehende Holländerwindmühle wurde 1912 am Standort einer zu jener Zeit abgebrannten Bockwindmühle errichtet und am 12. Dezember des gleichen Jahres in Betrieb genommen. Das Mühlengrundstück selbst ist seit 1830 im Besitz der Familie Humpisch. Die funktionstüchtige Mühle ist in Betrieb und beliefert Bäckereien der Umgebung.

### Dorfkirche
Bei der heutigen Koßdorfer Kirche handelt es sich um einen im Kern spätromanischen verputzten Saalbau aus Backstein mit mächtigem Westquerturm aus der Mitte des 13. Jahrhunderts. In seinem Inneren befinden sich unter anderem ein aus der Hälfte des 18. Jahrhunderts stammendes lebensgroßes Kruzifix und eine Orgel, welche in den Jahren von 1846 bis 1848 vom Delitzscher Orgelbaumeister Gottlieb Müller geschaffen wurde.

## Persönlichkeiten

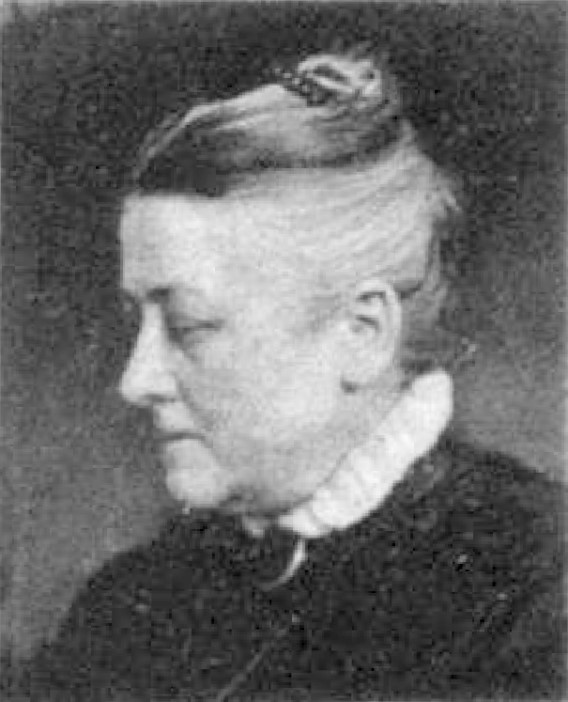
Margarete Behm

- Margarete Behm (1860–1929), deutsche Politikerin und  Abgeordnete der Deutschnationalen Volkspartei.
- Emil Mechau (1882–1945), deutscher Konstrukteur und Kinopionier, starb kurz nach Kriegsende in Koßdorf, als er eine Handgranate entschärfen wollte.
- Walter Gabriel (1887–1983), deutscher evangelischer Theologe, Mitglied der Bekennenden Kirche (BK) und Häftling im KZ Dachau, Pfarrverweser in Koßdorf.